# یاجورودا
یاجورودا (यजुर्वेदः yajurveda) به معنی «دانش فداسازی» یکی از چهار بخش وداها، متون مقدس آیین هندو است که به موضوع قربانی کردن می‌پردازد.
یاجورودا شامل وردهایی است که برای برگزاری مراسم قربانی لازم است و اطلاعاتی در مورد جزئیات و تفسیر آیین‌های این مراسم را در بر دارد. تاریخ تألیف آن را در حدود ۱۲۰۰ تا ۱۰۰۰ پیش از میلاد دانسته‌اند که جدیدتر از ریگ‌ودا و حدوداً هم‌زمان با آتارواودا است.
یاجورودا بیشتر به نثر است و مطالب آن از ریگ‌ودا گرفته شده است. این کتاب به قصد تلاوت در هنگام تقدیم قربانی‌ها و قربانی کردن تدوین شده است. یاجورودا دو قسمت است: «یاجورودای سفید» و «یاجورودای سیاه».
یاجورودای سیاه (کریشنا) شامل وردهای مربوط به آیین قربانی و تفسیرهای آنست. حال آنکه یاجورودای سفید (شوکلا) فقط شامل وردهای قربانی است.